# Свято-Воскресенская (Заручевская) церковь
Свято-Воскресенская церковь (Заручевская церковь, бел. Свята-Васкрасенская (Заручаўская) царква) — утраченный православный храм Витебска, располагавшийся в Заручавской слободе. Разрушен коммунистами в 1950-х годах. Ныне на этом месте расположен двор между угловыми домами по улице Калинина, 8/2 и улицы Правды, 4.

## История
Церковь была построена в 1771—1777 годах из кирпича, вероятно, на месте прежнего деревянного храма, на средства столярной мастерской в стиле барокко. Во время Отечественной войны 1812 года использовалась как мельница. Разрушена в 1950-х годах.

## Архитектура
По исследованиям архитектора А. М. Кулагина[кто?], главный фасад был обрамлён двухъярусными башнями, над крышей возвышался купол на лёгком барабане.